# Palmarès et records du Tour de France Femmes
Pour un article plus général, voir Tour de France Femmes.
Cet article présente le palmarès et les records du Tour de France Femmes. Le Tour de France Femmes est une course cycliste par étapes organisée pour la première fois en 2022 dont la directrice est l'ancienne championne de France Marion Rousse pour le compte d'ASO (Tour de France).

## Palmarès
| Année Édition | Vainqueure             | Deuxième       | Troisième            | Équipe de la vainqueure | Meilleure grimpeuse  | Par points    | Meilleure jeune    | Prix de la combativité | Classement par équipe |
| ------------- | ---------------------- | -------------- | -------------------- | ----------------------- | -------------------- | ------------- | ------------------ | ---------------------- | --------------------- |
| 2022 (1re)    | Annemiek van Vleuten   | Demi Vollering | Katarzyna Niewiadoma | Movistar                | Demi Vollering       | Marianne Vos  | Shirin van Anrooij | Marianne Vos           | Canyon-SRAM Racing    |
| 2023 (2e)     | Demi Vollering         | Lotte Kopecky  | Katarzyna Niewiadoma | SD Worx                 | Katarzyna Niewiadoma | Lotte Kopecky | Cédrine Kerbaol    | Yara Kastelijn         | SD Worx               |
| 2024 (3e)     | Katarzyna Niewiadoma   | Demi Vollering | Pauliena Rooijakkers | Canyon-SRAM Racing      | Justine Ghekiere     | Marianne Vos  | Puck Pieterse      | Demi Vollering         | Lidl-Trek             |
| 2025 (4e)     | Pauline Ferrand-Prévot | Demi Vollering | Katarzyna Niewiadoma | Visma-Lease a Bike      | Élise Chabbey        | Lorena Wiebes | Nienke Vinke       | Maëva Squiban          | FDJ-Suez              |

## Statistiques des victoires d'étapes
Au soir du 3 août 2025

### Les plus grandes vainqueures d'étapes
8 coureuses ont remporté au moins 2 étapes individuelles depuis 2022.
| Les plus grandes vainqueures d'étapes | Les plus grandes vainqueures d'étapes | Les plus grandes vainqueures d'étapes |
| Rang                                  | Vainqueur                             | Nombre                                |
| ------------------------------------- | ------------------------------------- | ------------------------------------- |
| 1                                     | Lorena Wiebes                         | 5                                     |
| 2                                     | Demi Vollering                        | 3                                     |
| 2                                     | Marianne Vos                          | 3                                     |
| 4                                     | Pauline Ferrand-Prévot                | 2                                     |
| 4                                     | Charlotte Kool                        | 2                                     |
| 4                                     | Marlen Reusser                        | 2                                     |
| 4                                     | Maëva Squiban                         | 2                                     |
| 4                                     | Annemiek van Vleuten                  | 2                                     |

### Décompte par nation
Depuis sa création, 9 pays ont déjà vu l'une de leurs ressortissantes remporter une étape individuelle du Tour de France Femmes.
| Pays (9)  | Étapes | Première Victoire | Dernière Victoire |
| --------- | ------ | ----------------- | ----------------- |
| Pays-Bas  | 17     | 24 juillet 2022   | 29 juillet 2025   |
| France    | 5      | 16 août 2024      | 3 août 2025       |
| Allemagne | 2      | 24 juillet 2023   | 27 juillet 2023   |
| Danemark  | 2      | 26 juillet 2022   | 28 juillet 2023   |
| Suisse    | 2      | 27 juillet 2022   | 30 juillet 2023   |
| Belgique  | 2      | 23 juillet 2023   | 17 août 2024      |
| Hongrie   | 1      | 15 août 2024      | 15 août 2024      |
| Espagne   | 1      | 27 juillet 2025   | 27 juillet 2025   |
| Maurice   | 1      | 30 juillet 2025   | 30 juillet 2025   |

### Détail par nation
|       | Drapeau des Pays-Bas | Drapeau de la France | Drapeau de l'Allemagne | Drapeau du Danemark | Drapeau de la Suisse | Drapeau de la Belgique | Drapeau de la Hongrie | Drapeau de l'Espagne | Drapeau de Maurice |
| ----- | -------------------- | -------------------- | ---------------------- | ------------------- | -------------------- | ---------------------- | --------------------- | -------------------- | ------------------ |
| 2022  | 6                    | -                    | -                      | 1                   | 1                    | -                      | -                     | -                    | -                  |
| 2023  | 3                    | -                    | 2                      | 1                   | 1                    | 1                      | -                     | -                    | -                  |
| 2024  | 5                    | 1                    | -                      | -                   | -                    | 1                      | 1                     | -                    | -                  |
| 2025  | 3                    | 4                    | -                      | -                   | -                    | -                      | -                     | 1                    | 1                  |
| TOTAL | 17                   | 5                    | 2                      | 2                   | 2                    | 2                      | 1                     | 1                    | 1                  |
|       | Drapeau des Pays-Bas | Drapeau de la France | Drapeau de l'Allemagne | Drapeau du Danemark | Drapeau de la Suisse | Drapeau de la Belgique | Drapeau de la Hongrie | Drapeau de l'Espagne | Drapeau de Maurice |

### Records d'âge des vainqueures d'étapes
|                                     | Vainqueure    | Date de naissance | Date de l’étape victorieuse | Âge                        |
| La plus jeune vainqueure d'étape    | Puck Pieterse | 13 mai 2002       | 14 août 2024                | 22 ans, 3 mois et 1 jour   |
| La plus ancienne vainqueure d'étape | Mavi García   | 2 janvier 1984    | 27 juillet 2025             | 41 ans, 6 mois et 22 jours |

## Statistiques du classement général
Au soir du 3 août 2025

### Bilan par coureuse
Légende :

| Cyclistes vainqueures du Tour de France                         |
| Cyclistes en activité                                           |
| Cyclistes vainqueures du Tour de France et toujours en activité |

La colonne « Maillots jaunes » donne le nombre de jours durant lesquels la cycliste portait réellement le maillot jaune ou figurait en tête du classement général, la colonne « Tours remportés » donne le nombre de victoires finales. Les trois colonnes suivantes indiquent le nombre de fois où la coureuse a remporté le classement par points, le classement de la montagne et le classement des jeunes. Ensuite, on retrouve les années au cours desquelles elle a porté le maillot jaune pendant le Tour, les années en caractère gras indiquant une victoire finale. 
Marianne Vos est, en 2025, la coureuse en activité qui a porté le plus de maillots jaunes (8).
Les trois vainqueures du Tour toujours en activité sont Demi Vollering, Katarzyna Niewiadoma et Pauline Ferrand-Prévot, elles occupent respectivement les 3e, 3e et 6e places de ce classement avec 4, 4 et 2 maillots jaunes.
| Pos. | Nom                    | Pays     | Maillots jaunes | Tours remportés | Points | Mont. | Jeune | Années     |
| ---- | ---------------------- | -------- | --------------- | --------------- | ------ | ----- | ----- | ---------- |
| 1    | Marianne Vos           | Pays-Bas | 8               | 0               | 2      | 0     | 0     | 2022, 2025 |
| 2    | Lotte Kopecky          | Belgique | 6               | 0               | 1      | 0     | 0     | 2023       |
| = 3  | Katarzyna Niewiadoma   | Pologne  | 4               | 1               | 0      | 1     | 0     | 2024       |
| = 3  | Demi Vollering         | Pays-Bas | 4               | 1               | 0      | 1     | 0     | 2023, 2024 |
| = 3  | Kim Le Court Pienaar   | Maurice  | 4               | 0               | 0      | 0     | 0     | 2025       |
| = 6  | Pauline Ferrand-Prévot | France   | 2               | 1               | 0      | 0     | 0     | 2025       |
| = 6  | Charlotte Kool         | Pays-Bas | 2               | 0               | 0      | 0     | 0     | 2024       |
| = 6  | Annemiek van Vleuten   | Pays-Bas | 2               | 1               | 0      | 0     | 0     | 2022       |
| 9    | Lorena Wiebes          | Pays-Bas | 1               | 0               | 1      | 0     | 0     | 2022       |

### Bilan par pays
Le maillot jaune a été attribué à des coureurs issus de 5 pays différents depuis 2022. Dans ce tableau, la colonne « Nombre de maillots jaunes » indique le nombre total de maillots jaunes qui ont été donnés pour les coureurs de chaque pays.
| Pos. | Pays     | Nombre de maillots jaunes | Nombre de Tours remportés | Autres classements remportés | Autres classements remportés | Autres classements remportés | Porteuse la plus récente | Date la plus récente | Nombre de porteuses différentes |
| Pos. | Pays     | Nombre de maillots jaunes | Nombre de Tours remportés | Points                       | Mont.                        | Jeune                        | Porteuse la plus récente | Date la plus récente | Nombre de porteuses différentes |
| ---- | -------- | ------------------------- | ------------------------- | ---------------------------- | ---------------------------- | ---------------------------- | ------------------------ | -------------------- | ------------------------------- |
| 1    | Pays-Bas | 17                        | 2                         | 3                            | 1                            | 3                            | Marianne Vos             | 2025, étape 4        | 5                               |
| 2    | Belgique | 6                         | 0                         | 1                            | 1                            | 0                            | Lotte Kopecky            | 2023, étape 6        | 1                               |
| 3    | Pologne  | 4                         | 1                         | 0                            | 1                            | 0                            | Katarzyna Niewiadoma     | 2024, étape 8        | 1                               |
| 4    | Maurice  | 4                         | 0                         | 0                            | 0                            | 0                            | Kim Le Court Pienaar     | 2025, étape 7        | 1                               |
| 5    | France   | 2                         | 1                         | 0                            | 0                            | 1                            | Pauline Ferrand-Prévot   | 2025, étape 9        | 1                               |

## Autres statistiques

### Coureuses cyclistes dans le Top 10
Seules trois coureuses ont confirmé leurs places dans le « Top 10 » lors des quatre premières éditions :
- Demi Vollering : 2e, 1re, 2e et 2e
- Katarzyna Niewiadoma : 3e, 3e, 1re et 3e
- Juliette Labous : 4e, 5e, 9e et 7e

### Autres maillots distinctifs
- maillot à pois : 9  Élise Chabbey
- maillot vert : 12  Marianne Vos
- maillot blanc : 8  Cédrine Kerbaol
- maillot de la meilleure équipe : 12  SD Worx

### Écarts les plus courts sur le podium final
- 21 centièmes de seconde entre  Lotte Kopecky (2e) et  Katarzyna Niewiadoma (3e) en 2023[3]
- 10 secondes entre  Katarzyna Niewiadoma (1re),  Demi Vollering (2e) et  Pauliena Rooijakkers (3e) sur le podium 2024[4]

### Échappées solitaires victorieuses
- 34 km :  Ricarda Bauernfeind en 2023 sur la 5e étape (Onet-le-Château–Albi), 22 secondes d'avance à l'arrivée[5]
- 32 km :  Maëva Squiban en 2025 sur la 6e étape (Clermont-Ferrand–Ambert), 1 minute et 9 secondes d'avance à l'arrivée[6]

## Records d'audience et de spectateurs
- 2025 record d'audience sur l'épreuve : 25,7 millions de téléspectateurs sur France Télévisions[7]
  - 2025 record d'audience sur l'épreuve : 2,85 millions de téléspectateurs sur la RTBF (Belgique francophone)[8]
  - 2025 record d'audience sur l'épreuve : 2,35 millions de téléspectateurs sur la VRT (Belgique néerlandaise)[9]
- 2025 record d'audience sur une étape : 4,4 millions de téléspectateurs le dimanche 3 août (Praz-sur-Arly – Châtel) sur France Télévisions[7]
- 2025 record du nombre de vidéos vues sur les réseaux sociaux : 34 millions[7]
- 2024 record enregistré de spectateurs sur une étape : 150 000 spectateurs néerlandais le lundi 12 août (Rotterdam-La Haye)[10]